# Patalene spadicearia
Patalene spadicearia là một loài bướm đêm trong họ Geometridae.